# Erythricium
Erythricium is een geslacht van schimmels behorend tot de familie Corticiaceae. De typesoort is Erythricium laetum

## Soorten
Volgens Index Fungorum telt het geslacht vijf soorten (peildatum mei 2025):
| Soortnaam               | Auteur(s)                          | Publicatiejaar |
| ----------------------- | ---------------------------------- | -------------- |
| Erythricium atropatanum | Ghob.-Nejh. & Hallenb.             | 2011           |
| Erythricium aurantiacum | (Lasch) D. Hawksw. & A. Henrici    | 2015           |
| Erythricium hypnophilum | (P. Karst.) J. Erikss. & Hjortstam | 1970           |
| Erythricium laetum      | (P. Karst.) J. Erikss. & Hjortstam | 1970           |
| Erythricium vernum      | Ghobad-Nejhad, Nakasone & Ginns    | 2021           |